# 1924 en science
| Années de la science : 1921 - 1922 - 1923 - 1924 - 1925 - 1926 - 1927    |
| Décennies de la science : 1890 - 1900 - 1910 - 1920 - 1930 - 1940 - 1950 |

Cet article présente les faits marquants de l'année 1924 en science.

## Événements
- 3 juillet : l'Américain Clarence Birdseye fonde la General Seafoods Company à Gloucester, au Massachusetts et commence la commercialisation de nourriture surgelée[1].
- 20 septembre : l'archéologue britannique John Marshall, directeur Archaeological Survey of India, annonce la découverte de la Civilisation de la vallée de l'Indus dans un numéro du magazine The Illustrated London News[2].

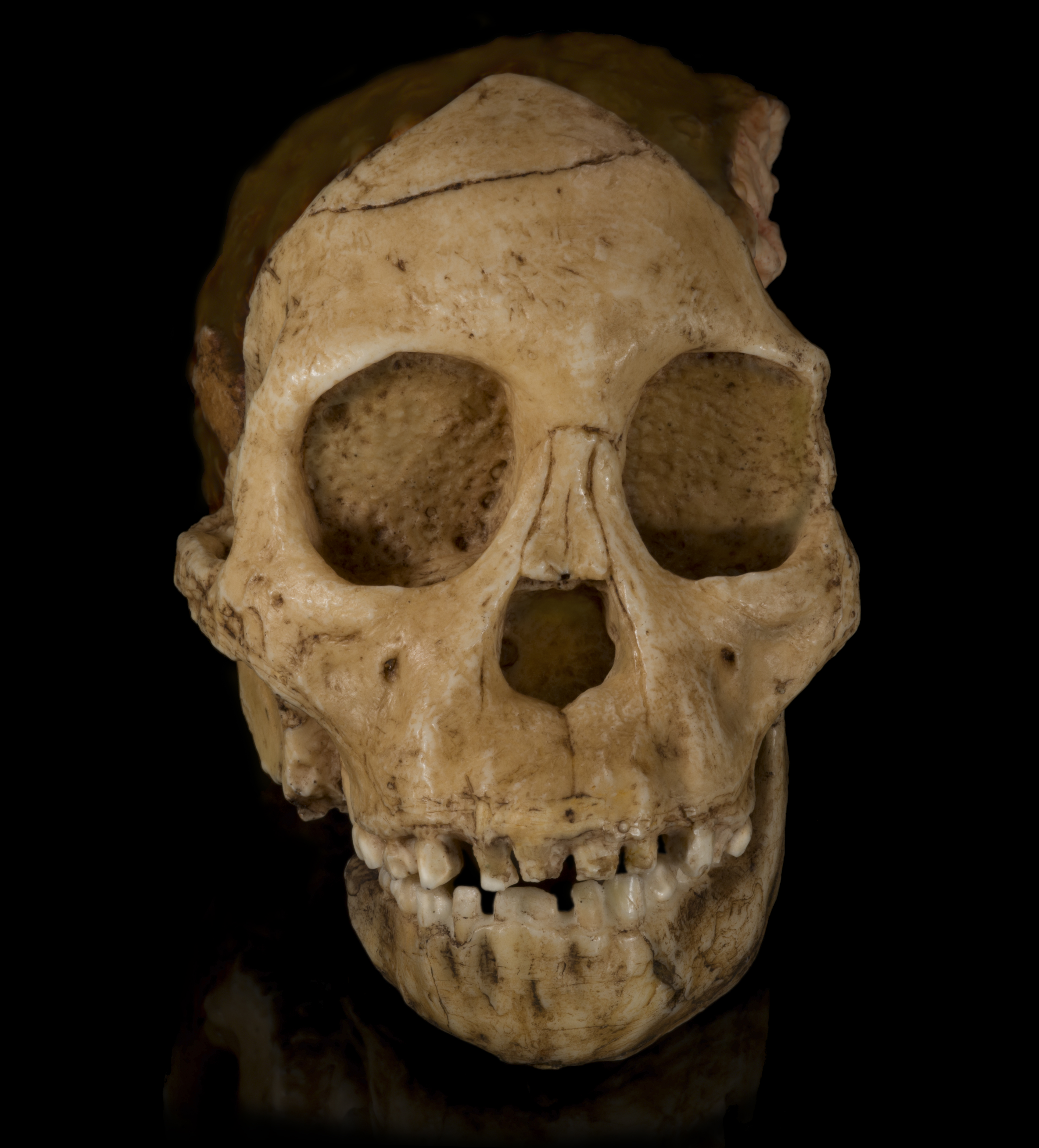
Moulage du crâne de l'enfant de Taung.

- 11 octobre : première découverte d'un fossile d'Australopithèque en Afrique du Sud avec le crâne de l'enfant de Taung, décrit comme Australopithecus africanus par Raymond Dart en 1925[3].
- 30 novembre : pour la première fois, une photographie est télégraphiée entre Londres et New York. Elle est publiée le lendemain par le New York Herald Tribune[4].

### Sciences physiques
- 31 janvier : l'astronome allemand Karl Reinmuth découvre  l'astéroïde (1056) Azalea à l'Observatoire du Königstuhl près de Heidelberg[5].

- 8 février : dépôt d'un brevet pour un tube cathodique pour la réception et la transmission des images par Laurent et Augustin Seguin. Le 28 février, les britanniques Blake et Spooner proposent un système complet de télévision[6].

- 23 octobre : l'astronome Walter Baade découvre l'astéroïde (1036) Ganymède[7].

- 23 novembre : l'astronome américain Edwin Hubble tranche le Grand Débat dans The New York Times en confirmant que « les nébuleuses spirales sont des systèmes stellaires »[8]
- 25 novembre : le physicien français Louis de Broglie expose ses recherches sur la théorie des quanta dans sa thèse de doctorat. Fondation de la mécanique ondulatoire[9]

- 6 décembre : inauguration près de Potsdam de l’observatoire de la tour Einstein de l’architecte Erich Mendelsohn[10].
- 26 décembre : le physicien indien Satyendranath Bose publie dans la revue Zeitschrift für Physik un article traduit en allemand par Albert Einstein appliquant les statistiques de Bose-Einstein aux quanta de lumière et aux modèles atomiques et prédisant l'existence du condensat de Bose-Einstein[11].

## Prix
- Prix Nobel

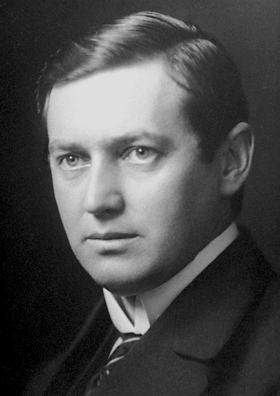
Karl Manne Georg Siegbahn

- Physique : Karl Manne Georg Siegbahn (Suédois)
- Chimie : Non décerné
- Physiologie ou médecine : Willem Einthoven (Indonésien, électrocardiographie).

- Médailles de la Royal Society
- Médaille Copley : Edward Albert Sharpey-Schafer
- Médaille Darwin : Thomas Hunt Morgan
- Médaille Davy : Arthur George Perkin
- Médaille royale : Henry Hallett Dale, Dugald Clerk
- Médaille Rumford : Charles Vernon Boys

- Médailles de la Geological Society of London
- Médaille Lyell : William Wickham King
- Médaille Murchison : Walcot Gibson (en)
- Médaille Wollaston : Arthur Smith Woodward

- Prix Jules-Janssen (astronomie) : George Willis Ritchey
- Médaille Bruce (Astronomie) : Arthur Stanley Eddington
- Médaille Linnéenne : William Carmichael McIntosh

## Naissances

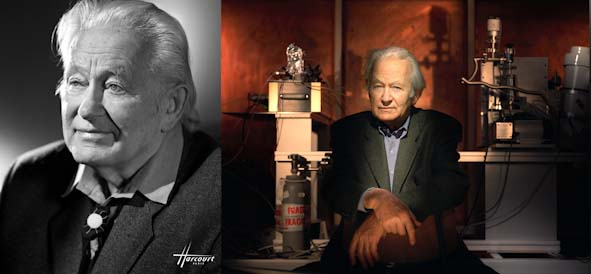
Georges Charpak

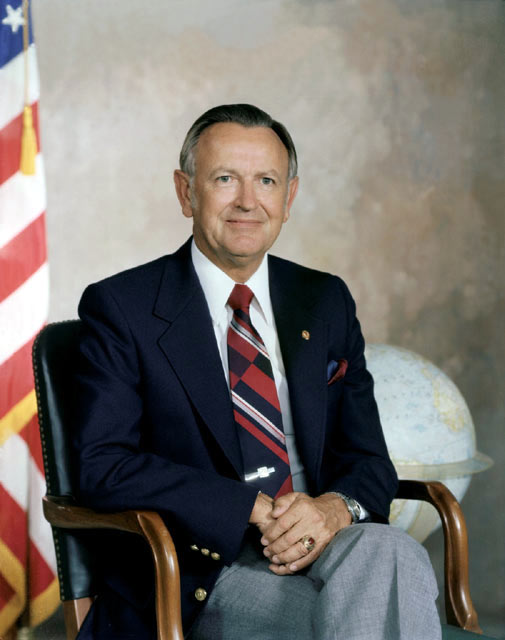
Christopher Kraft en 1979.

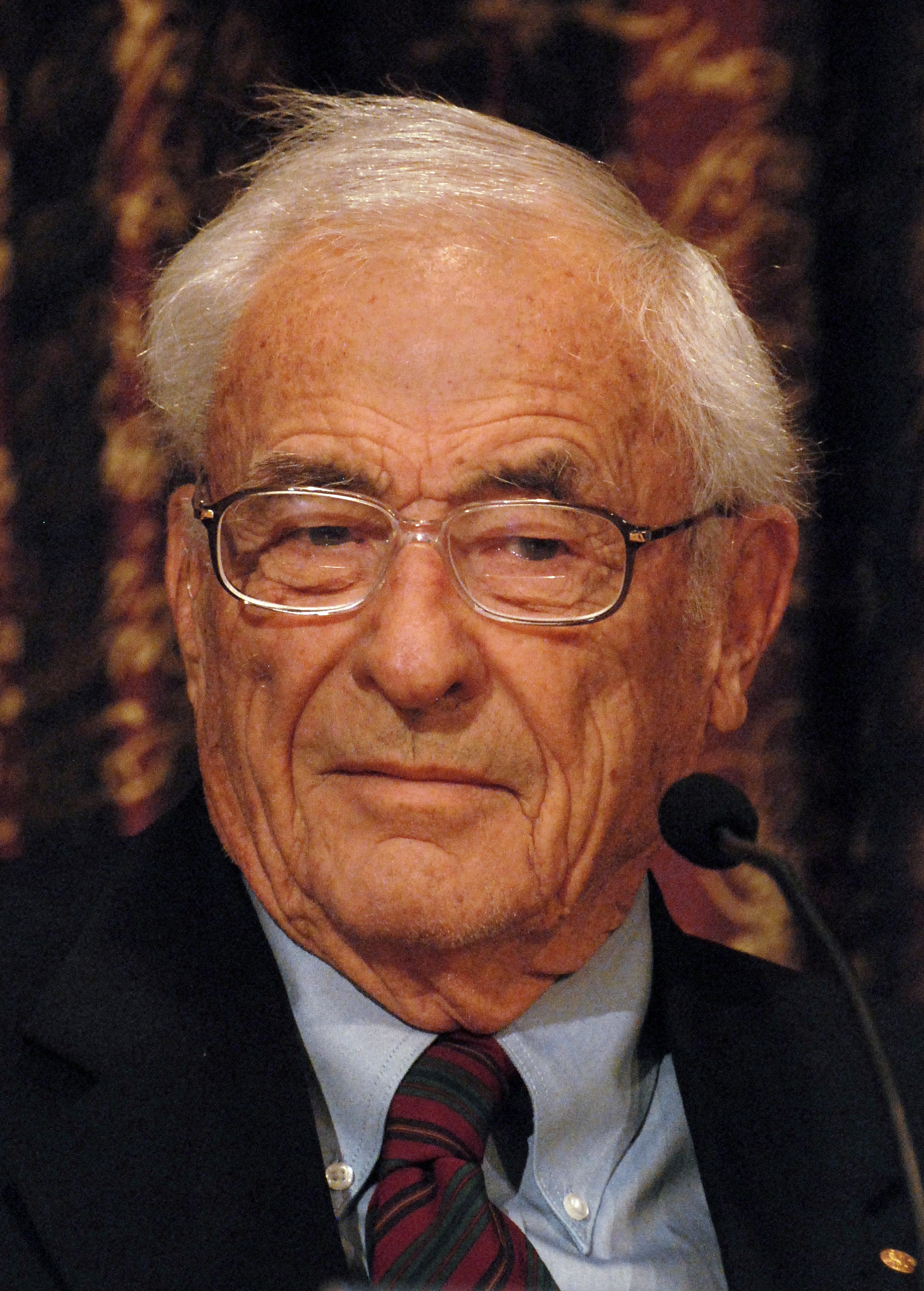
Willard Boyle

### Janvier
- 1er janvier : Genichi Taguchi (mort en 2012), ingénieur et statisticien japonais.
- 2 janvier : Masao Kawai (mort en 2021), primatologue japonais.
- 11 janvier : Roger Guillemin, endocrinologue français naturalisé américain, prix Nobel de physiologie ou médecine en 1977.
- 25 janvier : Jack Kiefer (mort en 1981), statisticien américain.

### Février
- 20 février : Gerson Goldhaber (mort en 2010), astronome américain.
- 23 février : Allan MacLeod Cormack (mort en 1998), physicien sud-africain naturalisé américain, prix Nobel de physiologie ou médecine en 1979.
- 28 février : Christopher Kraft, ingénieur américain, directeur de vol et dirigeant de la NASA.

### Mars
- 1er mars : Donald Kent Slayton (mort en 1993), astronaute américain.
- 20 mars : Peter A. Sturrock, astronome britannique.
- 25 mars : William Fry (mort en 2014), psychiatre américain, pionnier de la thérapie familiale.

### Avril
- 12 avril : Paul Kustaanheimo (mort en 1997), astronome et  mathématicien finlandais.

### Mai
- 7 mai : Pierre Montaz (mort en 2021), ingénieur français, pionnier du transport par câble.
- 11 mai : Antony Hewish, astronome britannique, prix Nobel de physique en 1974.

### Juin
- 4 juin : Colin Stanley Gum (mort en 1960), astronome australien.
- 7 juin : Donald Davies (mort en 2000), informaticien, physicien et mathématicien gallois.
- 15 juin : Wolfgang Hübener (mort en 2015), historien, archéologue et professeur allemand.

### Juillet
- 6 juillet : Robert Michael White (mort en 2010), pilote américain de X-15.
- 10 juillet : Stig Kanger (mort en 1988), philosophe et logicien suédois.
- 14 juillet : James Whyte Black (mort en 2010), médecin et pharmacologue écossais, prix Nobel de physiologie ou médecine en 1988.
- 15 juillet :
  - Peter Armitage (mort en 2024), statisticien britannique.
  - David Cox (mort en 2022), statisticien britannique.
- 24 juillet :
  - Paul Pellas (mort en 1997), chercheur français spécialiste des météorites.
  - Paul Meier (mort en 2011), mathématicien et biostatisticien américain.
- 25 juillet : Pierre Gy (mort en 2015), chimiste et statisticien français.
- 31 juillet : Fred Wendorf, auteur et archéologue américain.

### Août
- 1er août : Georges Charpak (mort en 2010), physicien français, prix Nobel de physique en 1992.
- 2 août : Ernest-Marie Laperrousaz (mort en 2013), historien, archéologue et professeur français.
- 9 août : James W. Wood (mort en 1990), astronaute américain.
- 19 août : Willard Boyle (mort en 2011), physicien canadien, Prix Nobel de physique en 2009.
- 21 août : Ronald Gillespie (mort en 2021), professeur de chimie canadien.

### Septembre
- 3 septembre : Yosihiko Sinoto, anthropologue américain d'origine japonaise.
- 7 septembre : Fred Singer (mort en 2020), physicien américain.
- 25 septembre : James Ellis (mort en 1997), ingénieur et mathématicien britannique.
- [Quand ?]Yuan-Shih Chow, mathématicien probabiliste sino-américain.

### Octobre
- 8 octobre : John Nelder (mort en 2010), statisticien britannique.
- 9 octobre : Robert A. Rushworth (mort en 1993), pilote américain de X-15.
- 30 octobre : Hubert Curien (mort en 2005), physicien français qui a été président du CNES et de l'Agence spatiale européenne.

### Novembre
- 11 novembre : George Carr Frison, archéologue américain.
- 12 novembre : Audouin Dollfus (mort en 2010), aéronaute et astronome français.
- 19 novembre : Björn Kurtén (mort en 1988), paléontologue et romancier finlandais.
- 23 novembre : Colin Turnbull (mort en 1994), anthropologue britannique naturalisé américain.
- 24 novembre : Claude Mossé, historienne française.

### Décembre
- 3 décembre
  - John Backus (mort en 2007), informaticien américain.
  - Edwin Salpeter (mort en 2008), astrophysicien austro-australo-américain.
- 11 décembre : Charles Bachman, informaticien américain.

- Georges-Hubert de Radkowski (mort en 1987), philosophe, sociologue et anthropologue polonais.

## Décès

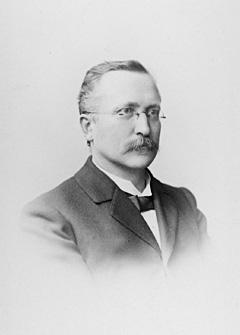
Wilhelm Roux

- 7 janvier : Johannes Frischauf (né en 1837), alpiniste, astronome, cartographe et mathématicien autrichien.

- 16 février : Jean Nicod (né en 1893), philosophe et logicien français.

- 11 mars : Hilaire de Chardonnet (né en 1839), ingénieur, scientifique et industriel français.

- 10 avril : Nelson Annandale (né en 1876), zoologiste et anthropologue écossais.

- 17 mai : Maurice Cossmann (né en 1850), paléontologue français.
- 25 mai : Charles William Andrews (né en 1866), paléontologue britannique.

- 12 juin : Jacques de Morgan (né en 1857), explorateur, égyptologue et ingénieur français.

- 4 juillet : Josef Herzig (né en 1853), chimiste autrichien.
- 14 juillet : Menyhért Palágyi (né en 1859), philosophe, mathématicien et physicien hongrois.

- 15 septembre : Wilhelm Roux (né en 1850), zoologiste allemand.

- 10 novembre : Archibald Geikie (né en 1835), géologue britannique.
- 24 novembre[12] : Ernest Chantre (né en 1843), archéologue et anthropologue français.

- 2 décembre : Hugo von Seeliger (né en 1849), astronome allemand.
- 24 décembre[13] : Louis Carton (né en 1861), médecin, militaire et archéologue amateur français.